# Fantomas contro i vampiri multinazionali
(Fantomas, in Fantomas contra los vampiros multinacionales)
Fantomas contro i vampiri multinazionali è un'opera di Julio Cortázar. Pubblicato sotto forma di fumetto nel 1975 per sfuggire alla censura messicana è l'opera forse più politicamente "scorretta" dello scrittore argentino. La particolarità dell'opera sta nell'alternanza tra immagini, testo e vignette, oltre alla ferma condanna delle dittature sudamericane degli anni settanta.

## Trama
La trama del Fantomas è decisamente complicata: una setta internazionale di fascisti sta distruggendo tutti i libri del mondo; Fantomas, assieme a Cortázar, Alberto Moravia, Octavio Paz e Susan Sontag, cercherà di combattere contro questa setta, fallendo però miseramente. Fino a capire che il vero problema sono le dittature sudamericane ed il nemico sono le multinazionali ed il governo statunitense che le finanzia ed appoggia. Ma contro tale minaccia, c'è una sola speranza per i popoli del cono sud: la ribellione, più che contro un singolo governo, ad uno stato mentale che porta alla rassegnazione ed all'attesa di un leader.

## Edizioni
- Julio Cortázar, Fantomas contro i vampiri multinazionali, traduzione di Emanuele Pirani, DeriveApprodi, 2006,  p. 128, ISBN 9788889969144.